# Хасегава Кента
Кента Хасегава (яп. 長谷川 健太, нар. 25 вересня 1965, Сідзуока) — японський футболіст, що грав на позиції нападника. По завершенні ігрової кар'єри — футбольний тренер. Наразі очолює тренерський штаб команди «Наґоя Ґрампус».
Виступав за клуби «Ніссан Моторс» та «Сімідзу С-Палс», а також національну збірну Японії.

## Клубна кар'єра
Займався футболом в Середній школі Сімідзу Хірасі (1981—1983) та Цукубському університеті (1984—1987).
У дорослому футболі дебютував 1988 року виступами за команду «Ніссан Моторс», в якій провів три сезони, взявши участь у 33 матчах чемпіонату. За цей час двічі виграв Чемпіонат Японії і три рази Кубок Імператора.
1991 року перейшов до клубу «Сімідзу С-Палс», за який відіграв 8 сезонів. Більшість часу, проведеного у складі «Сімідзу С-Палс», був основним гравцем атакувальної ланки команди і допоміг команді 1996 року виграти Кубок Джей-ліги. Завершив професійну кар'єру футболіста виступами за команду «Сімідзу С-Палс» у 1999 році.

## Виступи за збірну
20 січня 1989 року дебютував в офіційних матчах у складі національної збірної Японії в товариському матчі проти збірної Ірану в Тегерані. 
У складі збірної був учасником розіграшу Кубка Короля Фахда 1995 року у Саудівській Аравії, проте японці програли обидва матчі і не вийшли з групи.
Протягом кар'єри у національній команді, яка тривала 7 років, провів у формі головної команди країни 26 матчів, забивши 4 голи.

## Кар'єра тренера
Після завершенні ігрової кар'єри працював експертом на телеканалі NHK. Крім того, працював генеральним менеджером двох університетських клубів, університету Хамамацу та університету Фудзі Токоха. Згодом він став тренером університету Хамамацу і виграв з ними титул чемпіонат університетської ліги.
З 2005 по 2010 рік очолював тренерський штаб клубу «Сімідзу С-Палс» і двічі виводив команду до фіналу Кубка Імператора (2005, 2010) та одного разу до фіналу Кубка Джей-ліги (2008).
2013 року очолив тренерський штаб команди «Гамба Осака» і в тому ж році виграв з командою другий дивізіон Джей-ліги. А в наступному сезоні 2014 року виграв з командою чемпіонат, Кубок Імператора та Кубок Джей-ліги, за щоб був визнаний найкращим тренером Джей-ліги. У наступному сезоні 2015 року виграв з командою Кубок Імператора та Суперкубок Японії, а також став фіналістом Кубка Джей-ліги та віце-чемпіоном країни.

## Статистика

### Клубна
| Чемпіонат | Чемпіонат        | Чемпіонат | Ліга | Ліга | Кубок            | Кубок            | Кубок ліги      | Кубок ліги      | Всього | Всього |
| Сезон     | Клуб             | Ліга      | Ігри | Голи | Ігри             | Голи             | Ігри            | Голи            | Ігри   | Голи   |
| Японія    | Японія           | Японія    | Ліга | Ліга | Кубок Імператора | Кубок Імператора | Кубок Джей-ліги | Кубок Джей-ліги | Всього | Всього |
| --------- | ---------------- | --------- | ---- | ---- | ---------------- | ---------------- | --------------- | --------------- | ------ | ------ |
| 1988/89   | «Ніссан Моторс»  | ЯФЛ 1     | 18   | 4    |                  |                  |                 |                 | 18     | 4      |
| 1989/90   | «Ніссан Моторс»  | ЯФЛ 1     | 11   | 5    |                  |                  | 3               | 0               | 14     | 5      |
| 1990/91   | «Ніссан Моторс»  | ЯФЛ 1     | 4    | 0    |                  |                  | 4               | 0               | 8      | 0      |
| 1992      | «Сімідзу С-Палс» | Джей-ліга | -    | -    | 3                | 0                | 10              | 2               | 13     | 2      |
| 1993      | «Сімідзу С-Палс» | Джей-ліга | 36   | 10   | 4                | 1                | 1               | 0               | 41     | 11     |
| 1994      | «Сімідзу С-Палс» | Джей-ліга | 44   | 9    | 1                | 1                | 1               | 0               | 46     | 10     |
| 1995      | «Сімідзу С-Палс» | Джей-ліга | 21   | 3    | 0                | 0                | -               | -               | 21     | 3      |
| 1996      | «Сімідзу С-Палс» | Джей-ліга | 24   | 7    | 3                | 2                | 16              | 7               | 43     | 16     |
| 1997      | «Сімідзу С-Палс» | Джей-ліга | 30   | 5    | 1                | 0                | 6               | 2               | 37     | 7      |
| 1998      | «Сімідзу С-Палс» | Джей-ліга | 31   | 9    | 5                | 2                | 5               | 0               | 41     | 11     |
| 1999      | «Сімідзу С-Палс» | Джей-ліга | 21   | 2    | 2                | 1                | 2               | 1               | 25     | 3      |
| Країна    | Японія           | Японія    | 240  | 54   | 19               | 7                | 48              | 12              | 307    | 73     |
| Всього    | Всього           | Всього    | 240  | 54   | 19               | 7                | 48              | 12              | 307    | 73     |

### Збірна
| Збірна Японії | Збірна Японії | Збірна Японії |
| Роки          | Ігри          | Голи          |
| ------------- | ------------- | ------------- |
| 1989          | 11            | 2             |
| 1990          | 6             | 1             |
| 1991          | 0             | 0             |
| 1992          | 0             | 0             |
| 1993          | 5             | 0             |
| 1994          | 2             | 0             |
| 1995          | 3             | 1             |
| Всього        | 27            | 4             |

## Досягнення

### Як гравця
- Чемпіон Японії: 1988-89, 1989-90
- Володар Кубка Імператора: 1988, 1989, 1991
- Володар Кубка Джей-ліги: 1996

### Як тренера
- Чемпіон Японії: 2014
- Володар Кубка Імператора Японії: 2014, 2015
- Володар Кубка Джей-ліги: 2014, 2020
- Володар Суперкубка Японії: 2015